# Балор
Балор (фр. Ballore) насеље је и општина у источном делу централне Француске у региону Бургундија-Франш-Конте, у департману Саона и Лоара која припада префектури Шарол.
По подацима из 2011. године у општини је живело 84 становника, а густина насељености је износила 7,81 становника/km². Општина се простире на површини од 10,75 km². Налази се на средњој надморској висини од 319 метара (максималној 391 m, а минималној 312 m).

## Демографија
| 1962. | 1968. | 1975. | 1982. | 1990. | 1999. | 2011. |
| ----- | ----- | ----- | ----- | ----- | ----- | ----- |
| 125   | 142   | 127   | 115   | 93    | 84    | 84    |

График промене броја становника у току последњих година